# Melanagromyza pubescentis
Melanagromyza pubescentis är en tvåvingeart som beskrevs av Spencer 1959. Melanagromyza pubescentis ingår i släktet Melanagromyza och familjen minerarflugor. Inga underarter finns listade i Catalogue of Life.